# Fonologia del dialetto di Sora
Fonologia del dialetto di Sora è una raccolta di studi dialettologici del linguista Clemente Merlo editi in una pubblicazione del 1920.

## Opera
L'opera è una raccolta di vocaboli appartenenti all'idioma parlato degli abitanti di Sora con alcuni elementi comparativi tratti dal volgare dei comuni limitrofi (Arpino, Castro dei Volsci, Amaseno) e di parte dell'Italia centro-meridionale. I dati studiati sono organizzati analiticamente in elenchi di parole, suddivisi in base alle caratteristiche fonetiche riscontrate.
La pubblicazione fu dedicata dall'autore al giurista sorano Vincenzo Simoncelli.
(Merlo C., Fonologia del dialetto di Sora p. 4)

## Dialetto

### Fonologia
Lo studio del Merlo suddivide il materiale raccolto in tre gruppi fondamentali: il sistema vocalico (vocalismo), le semivocali e il sistema consonantico (consonantismo).

#### Vocalismo
Il dialetto di Sora possiede sette vocali: i, é, è, a, ó, ò, u (IPA: [i], [e], [ɛ], [a], [o], [ɔ], [u]); lo scevà (che più propriamente sarebbero diverse vocali indistinte simili alla neutra [ə]).
- Delle vocali l'unica che ricorre in tutte le sillabe qualunque sia l'accentuazione è l'a, salvo che in postonica di sillaba interna.
  - Esempi: làpə 'ape', càpə 'capo', tata 'papà', cannàta 'otre', la ştàtə 'l'estate', lauannàra 'lavandaia', tàuəra 'tavola', càuələ 'cavolo', acuəra 'aghi', mappa 'pannocchia', chjànta 'pianta', màjjə 'maggio'.
  - Postonica di sillaba interna: làssəmə 'lasciami', férmətə 'fermati', màmmeta (<MAMMA TA) 'tua madre',
- é, è,  ó, ò, restano solo nella sillaba fortemente accentata, altrimenti le corrispettive latine ae, e, ĕ, ŏ ed ō non accentate si sono evolute nella vocale neutra.
  - Esempi: macèra 'muro a secco', fèlə 'fiele', mèlə 'miele', prèta 'pietra', nèuə 'neve', célə 'cielo', fénə 'fieno', ròta 'ruota', mòla 'mulino', scòla 'scuola', nòra 'nuora', còrə 'cuore', pərcòca 'albicocca', óuə 'uovo', pótə 'possono', faciórə 'fagiolo', Jórjə 'Giorgio', mónəcə 'monaci'.
- i e u resistono maggiormente rispetto alle precedenti: si rinvengono anche nella sillaba protonica quando sono la contrazione di jə, əi, uə (IPA: /wə/) con la neutra della sillaba vicina, altrimenti scompaiono se precedono o seguono la vibrante (r o l) o raramente si mutano in a.
  - Esempi: jìma 'lima', spìna 'spina', cìchə 'piccolo', schìna 'schiena', facìmmə 'facciamo', sapìmmə 'sappiamo', sìmə 'siamo', ì 'andare' (<IRE), scì 'uscire' (<EXIRE), pùpa 'bambola', sùchə 'succo', çiùmə 'fiume', jùgnə 'giugno'.
  - Affievolimento: jəuìte 'uliveto', fənì 'finire', mənàccia 'vinaccia', jəncàta 'giuncaia', agljəttìte 'ingoiato', gljə 'il' (<ILLU, art. maschile), jəcà 'giocare'.
  - Scomparsa: fraštérə 'forestiero', frùnchələ 'foruncolo', cróna 'corona'.
  - Fusione: tiàne (<təjàne) 'tegame', crià (<crəjà) 'creare', uràcce (<uəràcce) 'braccio', Juànne (<Jəuànne) 'Giovanni'.
  - Mutamento in a: rassəgnóle (<LUSCINIA) 'usignolo', schjamaròla 'schiumarola', schiàma 'schiuma'.

#### Consonantismo
Merlo registra nel sorano 25 consonanti: p, t, c, cc, k, b, d, g, gg, gh, m, n, ṅ, gn, r, l, gl, f, s, z, sc, ṡ, ż, ž, č (IPA: [p], [b], [t], [ʧ], [tʧ], [k], [b], [d], [ʤ], [dʤ], [g], [m], [n], [ŋ], [ɲ], [r], [l], [ʎ], [f], [s],  [ʦ], [ʃ], [z], [ʣ], [ɕ]) più due semivocali, l'j e la u (IPA: [j], [w]).
- Il consonantismo sorano è simile o quasi completamente assimilabile a quello dei dialetti italiani meridionali.
- Nella parlata locale si fa largo uso delle semivocali j (/j/) e u (/w/); i vocaboli del sorano derivati dal latino hanno sempre conservato intatta la /j/ preromanza. In rarissimi casi si ha la semivocale dalla metafonia di e e di o con -ī ed -ŭ finali latine, tipica di molti dialetti abruzzesi, sabini o di paesi prossimi alla città di Sora (Arpino). Altre volte  /j/ è data da G + A e G + E, G + R, D + J. Anche l'occlusiva sonora preceduta dalla R dà i e u semivocali. 
  - Esempi (J latina): jénchə (<JUVENCUS) 'giovenco', jóchə (<JOCUS) 'gioco', jəttà (JECTARE) 'gettare', jəjùnə (<JEJUNUS) 'digiuno', trajétta (<TRAJECTA) 'sentiero nei campi'.
  - Metafonia di e ed o: jérə (<HERI) 'ieri', pjéttə 'petto' (ad Arpino), pəcchìtə (<pəcchjétə) 'pioppeto', ùcə (<ùucə) 'voci', uógljə (<HODIE) 'oggi', uùtə (<CUBITUS) 'gomito' (a Balsorano)[1].

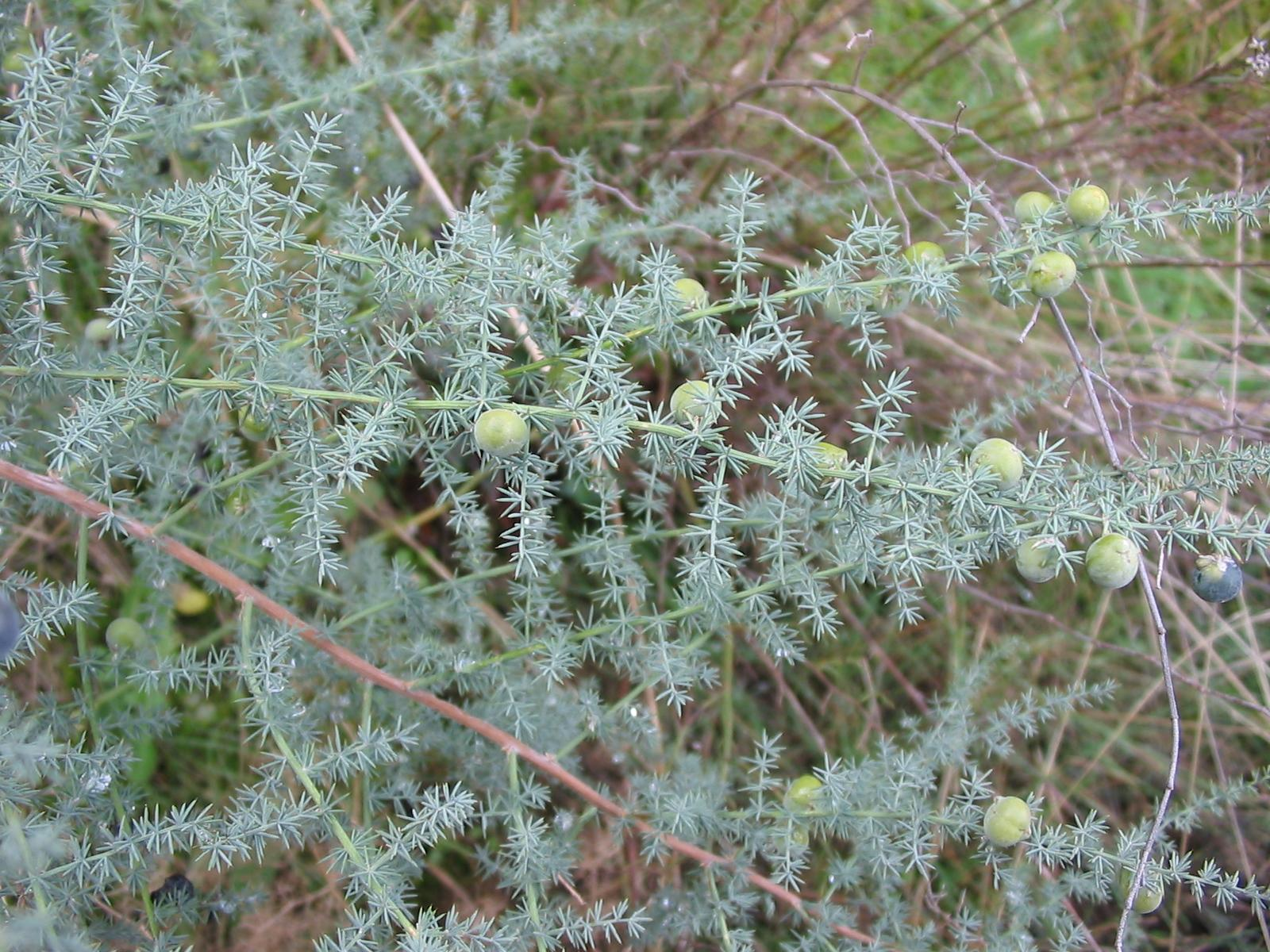
Fusto e cladodi di Asparagus acutifolius (spràina). Il turione è detto spàracə o spàrgə.

- - da G + A, E, D + J: jénnərə (<GENERUM) 'genero', pojjə (<PODIUM) 'poggio', majésə 'maggese' (cfr. a Balsorano maésa), quarəjésəma (<QUADRAGESIMA) 'quaresima'.
  - R + B, R + G: èrua 'erba', sóruə 'sorbo', carəunèlla 'carbonella', larjə 'largo', spràina 'asparagina' (a Balsorano).
- Inoltre ha dato /j/ anche L + U e L + I iniziali nelle sdrucciole a sillaba aperta e anticamente anche B + J e V + J. /w/ è dato anche dalle preromanze V e B iniziali e V intervocalico e dal w germanico.
  - Esempi; L + U, L + I, B + J, V + J: glìuətə 'livido', gljùna 'luna', jùcə 'luce' (jùcəra 'luci'), jùcətə 'lucido', jəncèrta 'lucertola', jùpə 'lupo', jənətì 'lunedì', ciàlùmə (jecialùmə <LUCIALUMEN) 'lucciola', càjja 'gabbia', ràjja 'rabbia', àglje (<HABEO) 'ho', jannìjja 'gengiva'.
  - V e B e W germanico: uérmə 'verme', uàllə 'valle', uòcə 'voce', uóləpa 'volpe', u 'voi', ouə 'uovo', róua 'morbillo', uócca 'bocca', uóuə (<BOVE) 'bue', uəcàlə (<BAUCALIS) 'bicchiere', uəccónə  'boccone' (ne 'ccone = un poco), uàjə (<WAJ) 'guaio', uardà (<WARDON) 'guardare', uarì (<WARIAN) 'guarire'.

### Grammatica e sintassi

#### Sostantivi e generi
- La flessione dei sostantivi dal singolare al plurale è impedita nel maschile e nel neutro dall'esito della totalità delle finali che danno /ə/, perciò la distinzione tra singolare plurale data o dalla conservazione del nominativo latino, l'adozione del plurale neutro o mediante metafonesi. Spesso sia al maschile che al femminile si adotta la desinenza plurale neutra /-əra/ per flettere al plurale i sostantivi, più rari i casi in cui la desinenza è /'lə'/, tipica del pennese e del molisano[2].
  - Esempi: ómme/òmmənə (<HOMO/HOMINES) 'uomo/uomini', jə mònəchə/j mónəcə 'il monaco/i monaci', jə mìlə/lə méla (<MALUS/*MALA) 'il melo/le mele' (frutto), la frónna/lə frónnəra 'la fronda/le frondi'.
- Il femminile flette regolarmente nella maggior parte dei casi con lo scevà finale (la chjànta/lə chjantə 'la pianta/le piante', la cagljìna/lə cagljìnə 'la gallina/le galline'.
- Dei generi sopravvive il neutro adottato con nuove funzioni semantiche (neutro di materia, espressione di concetti astratti in opposizione al corrispettivo concreto) o semplicemente come relitto latino. Si conservano gli articoli neutri singolari e plurali.
  - Esempi; Relitti e neutro di materia: lə làttə 'il latte', l'òrə 'l'oro', lə màlə 'il male', lə pànə 'il pane', lə rànə 'il grano', lə sàlə 'il sale', lə ulənə 'il veleno', lə càllə 'il caldo', lə uìnə 'il vino'.
  - Astrazione: lə témpə 'il tempo (meteorologico)', je témpə 'il tempo (misura)', entrambi al plurale neutro lə tèmpora; lə mmalətèmpe 'il maltempo', lə mé 'ciò che è mio', lə magnà 'il cibo'.
  - Articoli neutri: lə (/lu/) sing., lə plur. Cfr. anche lə pràtə 'la radura' (cfr. jə pràtə 'il prato'), lə pràtəra 'i prati' (cfr. località Lə Pràtəra di Alvito).
- Il genere maschile e femminile si distingue spesso per opposizione metafonetica: Dəmìnəchə/Dəménəca 'Domenico/Domenica'.

#### Articoli
- L'articolo determinativo si ritrova nel maschile, nel femminile ed nel neutro. Al maschile si ha je (<ILLU, al plurale ji <ILLI), al femminile la (<ILLA, al plurale lə <ILLAE), e al neutro le (<ILLU).
- L'articolo indeterminativo è simile a quello italiano e deriva da UNUS -A -UM: masch. nə, femm. na, neutro nə. Al plurale si usa cérte (m.) 'certi', cèrtə (f.) 'certe', cèrtə (n.) 'certe cose'.
  - Esempi: na ròbba uàsta 'una cosa guasta', cèrtə ròbbə 'delle cose'.

#### Aggettivi possessivi
| Etimologia | maschile (pl.)  | femminile (pl.) | neutro (pl.)          | it.              |
| MEUS       | mìə (mìa)       | mèa (mèə)       | mé (le méa)           | 'mio, mia'       |
| TUUS       | tìə (tìa)       | tèa (tèə)       | té (le téa)           | 'tuo, tua'       |
| SUUS       | sìə (sìa)       | sèa (sé)        | sé (le séa)           | 'suo, sua'       |
| NOSTRUM    | nóstrə (nòstre) | nòstra (-ə)     | nòstrə (le nòstra)    | 'nostro, nostra' |
| VOSTRUM    | uóstrə (uòstre) | uòstra (-ə)     | uòstrə(?) (le uòstra) | 'vostro, vostra' |
| LORO       | sé - lòrə       | sé - lòrə       | séa                   | 'loro'           |

- Esempi: s'addèua 'a fà lə fàttə séa 'si devono fare i fatto loro'.

#### Dimostrativi
| Etimologia | maschile         | femminile           | neutro | it.                           |
| ISTU       | stə (pl. chìstə) | sta                 | stə    | 'questo, questa'              |
| IPSU       | ssə              | ssa                 | ssə    | 'codesto, codesta'            |
| ECCUM IPSU | chìssə           | chéssa (pl. chésse) | chésse | 'costui, costei, questa cosa' |
| ECCUM ILLU | chìgljə          | chélla (pl. chéllə) |        | 'quello, quella'              |
| IPSU/QUIS  | ìssə/chi         | éssa                |        | 'colui, colei'                |

#### Altri aggettivi e pronomi
- Aggettivo relativo; dal latino QUA si ha nel sorano ca: icéttə ca jéua ai mərcàte 'disse che andava al mercato'.
- Aggettivo interrogativo; dal latino QUAE si ha che: che bbó 'che vuoi'?
  - Anche nell'aggettivo interrogativo sopravvive il neutro (<QUOD): ched è? 'che cos'è?', chiddə jè? (QUI + QUOD) 'di chi è questa cosa'?

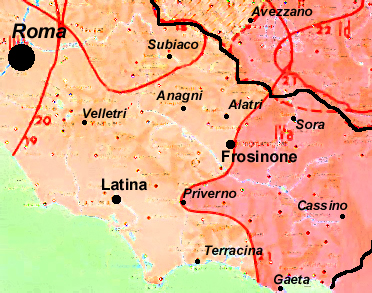
Dialetti meridionali (in magenta) e mediani (in rosa) nel Lazio.

#### Pronomi personali
| latino | nominativo | forme flesse         | it.    |
| EGO    | ìə         | mé                   | 'io'   |
| TU     | tu (tùjə)  | té                   | 'tu'   |
| ILLE   | ìssə       | chìssə · ìssə · gljə | 'egli' |
| NOS    | nù         | nùə · nùa            | 'noi'  |
| VOS    | ù          | ùa                   | 'voi'  |
| IPSI   | ìssə       | ìssə                 | 'essi' |

- Esempi: nù sìmə ìtə lòchə 'noi siamo andati là'; ìsse unéttə chə ùa 'egli venne con voi'.

#### Articolo determinativo
|           | maschile  | femminile | neutro |
| singolare | je · glje | la        | lə     |
| plurale   | glje      | lə        | lə     |

- L'articolo determinativo maschile singolare è identico al pronome personale oggetto di terza persona  gljə. Entrambi hanno la doppia forma jə e gljə. La prima particella è usata ad inizio frase, quando l'articolo o il pronome sono proclitici, si alterano in gljə invece in caso di enclisi. Al plurale si usa sempre la forma gljə.
  - Esempi; Jə proclitica: jə cànə s'è mórtə 'è morto il cane'. J'àddenghə 'a mənà 'devo picchiarlo'.
  - Gljə enclitica: É ìtə nchə glje prètə 'è andato con il prete'. Nən gljə uógljə uté 'non lo voglio vedere'.
  - Plurali maschili: glje uérmənə 'i vermi', glje mónəcə 'i monaci', gljə pùgljə 'i polli' (vs. je póllə 'il pollo'); glje préte, glje pórchə i gljə pùglje nən sə uìtəne mai satùgljə 'i preti, i porci e i polli non si vedono mai sazi'.
- Articolo neutro: jə pùzze · le pùzzəra 'il pozzo · i pozzi', je témpe · le tèmpəra 'il tempo · i tempi', lə uàchə · lə uàchəra 'il chicco · i chicchi', lə rùchə · lə rùca 'la lumaca · le lumache'.

#### Gruppo verbale
- Il dialetto sorano, distinguendosi notevolmente dalla maggior parte dei meridionali adotta il verbo essere (ESSE) come ausiliare per quasi tutti i verbi, transitivi o intransitivi. Molto più raro ed in disuso l'ausiliare avere (HABERE) alla prima persona dei verbi intransitivi. 
  - Esempi: sìmə criàtə 'abbiamo cercato', sì uìstə 'hai visto', tə sì addərmìtə 'ti sei addormnetato', sì fàttə 'hai fatto', songh'ìtə 'sono andato'), n'àjə dormìte bbone 'non ho dormito bene'.
- Apocope di tutti gli infiniti in -ĚRE di -RE (lèggə 'lèggere', mòuə 'movere', ncénnə 'incendiare', scrìuə 'scrivere').
- Epitesi nei verbi monosillabici nella prima persona del presente, con esito preromanzo in -o, di -nghə (<-nəjə) sul modello di VENIO (venire, uənì) e TINEO (tenere, təné): i' uénghə 'io vengo', i' sónghə (<SU[M]) 'io so(no)', i' stònghə <STO 'io sto', i' dònghə <DO 'io do'.
- Le uscite del passato remoto sono simili a quelle dei dialetti mediani tranne che nella prima e nella terza plurale: Ia -éttə, IIa -ìstə, IIIa -éttə, Ia -ìmmə, IIa -ìstə, IIIa -éttərə
- Sostituzione delle uscite in -AVI ed -IVI del perfetto latino con -ETTI, -ESTI, -ESTIS (məgnéttə <MULSIT 'munse', iə magnàttə 'io mangiai', issə auéttə 'egli ebbe').
- L'imperativo è identico al presente ed raramente metafonizza: liéggə! · léggə! 'leggi!', siéntə · sèntə! 'senti',
- Il futuro è usato solo per le III persone, spesso con valore dubitativo (faciarrà callə 'farà caldo', fəuarrà bbónə? 'sarà buono?' accattarràuə lə panə? 'compreranno il pane?'.

Il verbo essere (ESSE), èssə
|      | presente | imperfetto | perfetto | congiuntivo imp. | condizionale | futuro    |
| iə   | sónghə   | èrə        | féua     | fùssə            | sarrìa       |           |
| tu   | siə      | sìuə       | fìuə     | fùssə            | sarrìstə     |           |
| issə | è        | èra        | féua     | fùssə            | sarrìa       | fəuarrà   |
| nu   | sìmə     | sjémmə     | fəuauàmə | fùssəmə          | sarrìmmə     |           |
| vu   | sìtə     | ?          | fəuauàte | fùste            | sarrìstə     |           |
| ìssə | sònghənə | èuə        | féuanə   | fùssənə          | sarrìənə     | feuarràuə |

Il congiuntivo è utilizzato solo al modo imperfetto.

## Tradizione e letteratura
Il volgare sorano non ha lasciato tracce scritte nella storia. Esclusa la breve testimonianza dei placiti cassinesi in cui si è conservata la memoria di un volgare centro-meridionale che subito ricorda gli odierni dialetti campani, non ci sono altri documenti testuali in cui si è utilizzato il sorano. Verso la fine del XVIII secolo due autori adottarono il volgare di Sora per alcune loro poesie, Giuliano Deci e Saverio Marsella, i cui lavori però rimasero ignorati fino al primo novecento. Il giurista Vincenzo Simoncelli riprese a scrivere in versi nel volgare della sua città, seguito poi da Luigi Conocchia, autore con cui la poesia in sorano riesce a raggiungere il lirismo degno della tradizione dialettale italiana. 
(Luigi Conocchia, "Frunne de cerqua", Tip. Fraioli, Arpino, 1896)
Eguaglia la qualità stilistica del Conocchia Francesco Biancale. Altre composizioni goliardiche e satiriche sono state lasciate da Antonio Loffredo, Virgilio Efrate e Riccardo Gulia, che ai temi romantici dei primi poeti sorani prediligono i bozzetti folclorici e nostalgici. Della prosa si ricordano le novelle ed i racconti di Giovanni Tordone, scritti in dialetto balsoranese.

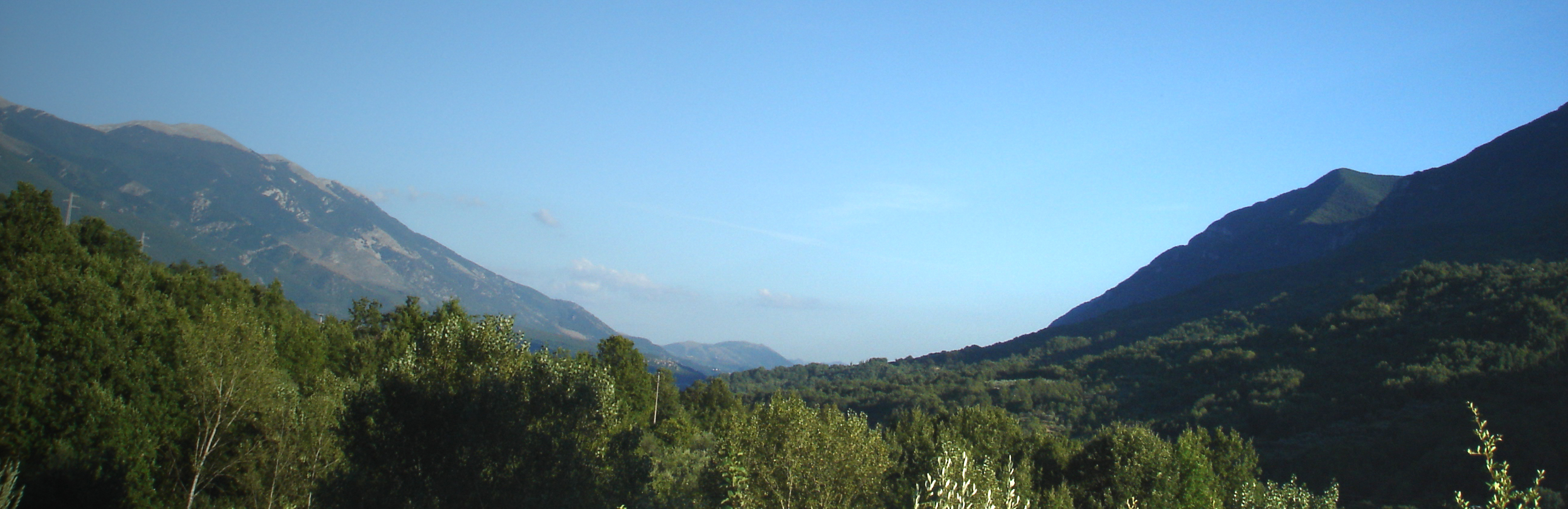
Panorama della Valle Roveto da Pero dei Santi

(Tordone G, La uera storia de je casteglie de Balzerana, Pasquarelli ed., Castelliri 1995)